# Melissa Ortiz Gomez
Melissa Ortiz Gomez (* 5. September 1982 in Hamburg) ist eine spanische Profitänzerin in der Sparte „Lateinamerikanische Tänze“ sowie Moderatorin im Bereich TV- & Events.

## Lebenslauf
Melissa Ortiz Gomez ist Tochter spanischer Eltern und wuchs in Hamburg auf. Sie erhielt im Kindesalter Ballettunterricht und begann mit Flamencotanz. Im Alter von zwölf Jahren begann sie mit Turniertanz in den Sparten Standard und Latein. Nach dem Abitur 2001 zog sie nach Madrid und arbeitete vier Jahre als Tänzerin und tänzerische Leiterin für den spanischen Popsänger und ehemaligen ESC-Teilnehmer David Civera. Im Turnierbereich wurde sie anschließend mit dem Isländer Gunnar Gunnarsson mehrfach isländische Meisterin.
2006 nahm sie bei dem Talentwettbewerb und TV-Format Viva Dancestar (VIVA Deutschland) mit Detlef Soost teil.
Seit 2008 tanzt Melissa Ortiz Gomez bei den Professionals, zunächst mit Dennis Tischmacher, von Mitte 2009 bis Anfang Oktober 2011 mit Jürgen Schlegel, mit dem sie 2011 den fünften Platz der Rangliste der Professionals in den Lateintänzen belegte. Neuer Tanzpartner von Melissa Ortiz Gomez wurde Christian Polanc, mit dem sie in den Jahren 2011 und 2012 Deutsche Meistern in der Kür der Lateinamerikanischen Tänzen der Professionels wurde und 2012 den 4. Platz bei der Europameisterschaft belegte.
Melissa Ortiz Gomez tanzte bei der RTL-Tanzshow Let’s Dance viermal mit Schauspielern. 2010 belegte sie mit Raúl Richter den vierten, ein Jahr darauf mit Moritz A. Sachs den zweiten Platz. 2012 schied sie mit Patrick Bach in der dritten Folge aus, im Folgejahr gewann sie mit Manuel Cortez das Finale gegen Sıla Şahin und Christian Polanc.
Als Spezialistin und Referentin trat sie 2010 und 2012 im Verbrauchermagazin Kaffee oder Tee (SWR) auf, um vor allem das große Tanzfestival Euro Dance Festival zu repräsentieren.
Am 8. Dezember 2013 war sie Kandidatin bei Promi Shopping Queen (VOX) und belegte den dritten Platz. In der am 1. Januar 2014 ausgestrahlten 71. Traumschiff-Folge („Perth“) trat sie gemeinsam mit Polanc als Gastdarstellerin auf.
Im Januar 2013 tanzte Melissa Ortiz Gomez an der Seite von Schauspieler Moritz A. Sachs als Gastdarstellerin in der Fernsehserie Lindenstraße.
Sie nahm als Kandidatin am 21. September 2014 bei der VOX-Sendereihe Das perfekte Promi-Dinner zusammen mit MC Fitti, Bonnie Strange und Bahar Kizil.
In den Jahren 2012, 2013, 2014 und 2017 war Melissa Ortiz Gomez Co-Moderatorin und Spezialistin bei den Weltmeisterschaften der Formationen Latein (Radio Bremen / Norddeutscher Rundfunk).
Als Überraschungsgast für Moritz A. Sachs trat sie am 6. August 2019 in der Dinner Party (Sat.1) auf.
Im Februar 2020 war sie in der Talk-Show Marco Schreyl (RTL), um über das Leben als Mutter in einer kleinen Familie zu berichten.
An der Seite von Schauspieler Spencer König unterstützte und coachte Melissa Ortiz Gomez im Mai 2021 ihn mit seiner Tanzpartnerin Selma Lohmann in der RTL-Tanzshow für Kinder Let’s Dance Kids.

## Auftritte beiLet’s Dance
| Staffel (Jahr) | Partner         | Platzierung |
| -------------- | --------------- | ----------- |
| 3 (2010)       | Raúl Richter    | 4.          |
| 4 (2011)       | Moritz A. Sachs | 2.          |
| 5 (2012)       | Patrick Bach    | 10.         |
| 6 (2013)       | Manuel Cortez   | 1.          |

## Erfolge
- Isländische Meisterin 2006–2008
- Finalistin Deutsche Meisterschaft Latein 2008/2009
- Semifinale German Open Championships, Stuttgart 2009
- Finale Grand Prix, Troisdorf 2009
- Viertelfinale World Masters, Innsbruck 2009
- Finale Deutsche Meisterschaft Latein 2010, 4. Platz
- Deutsche Meisterin Kür Latein 2011 und 2012
- Halbfinale, Weltmeisterschaft Latein 2021, 7. Platz

## Filmografie
- 2009: Viva Dance Star (VIVA Deutschland)
- 2010, 2012: Kaffee oder Tee (SWR)
- 2010, 2011, 2012, 2013: Let’s Dance (RTL)
- 2012, 2013, 2014, 2017: Sportclub (Fernsehsendung) (Radio Bremen / NDR)
- 2013: Lindenstraße (Das Erste)
- 2013: Promi Shopping Queen (VOX)
- 2014: Traumschiff (Das Erste)
- 2014: Das perfekte Promi-Dinner (VOX)
- 2019: Dinner Party (Sat.1)
- 2020: Marco Schreyl (RTL)
- 2021: Let’s Dance Kids (RTL)

## Soziales Engagement
Seit 2011 engagiert sich Melissa Ortiz Gomez für die NCL-Stiftung. Gemeinsam mit anderen Kollegen und Spezialisten macht sie auf die Kinderdemenz aufmerksam und sammelt mit verschiedenen Aktionen Spendengelder, um die Forschung in diesem Bereich zu unterstützen. Zuletzt organisierte sie eine Charity-Spendenaktion auf United Charity, für die sie fast alle ihre Let's-Dance-Kids-Kollegen, wie z. B. Viktoria Swarowski und Motsi Mabuse, gewinnen konnte.